# Le Bez

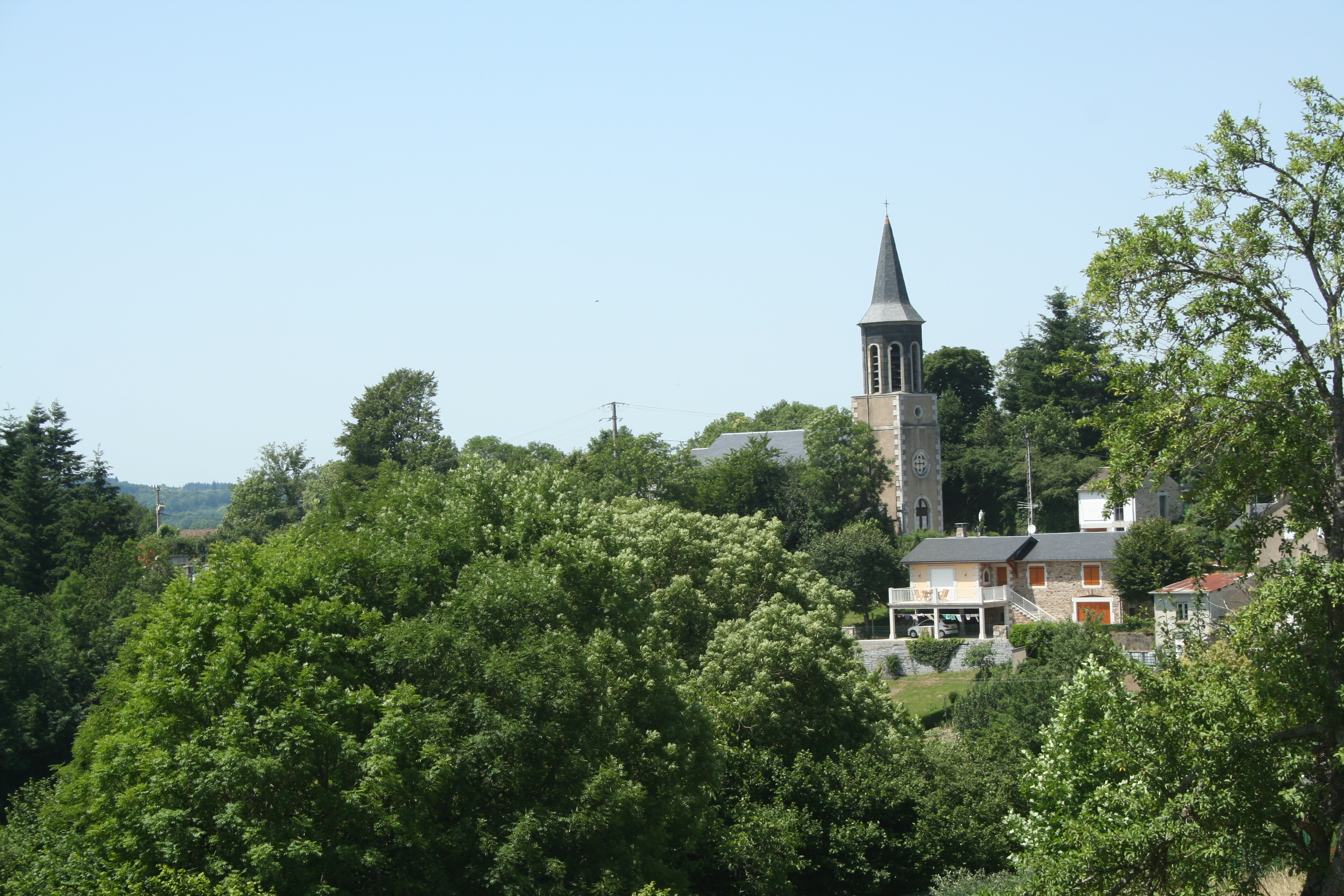
Kościół

Le Bez – miejscowość i gmina we Francji, w regionie Oksytania, w departamencie Tarn.
Według danych na rok 1990 gminę zamieszkiwały 654 osoby, a gęstość zaludnienia wynosiła 20 osób/km² (wśród 3020 gmin regionu Midi-Pireneje Le Bez plasuje się na 491. miejscu pod względem liczby ludności, natomiast pod względem powierzchni na miejscu 254.).